# El gato de Landrú
El gato de Landrú es uno de personajes creados por el reconocido dibujante y humorista gráfico argentino Juan Carlos Colombres, que publicó bajo el seudónimo Landrú. Es un pequeño felino que se ubica siempre al lado de la firma, como una marca de estilo. Apareció por primera vez el 16 de abril de 1946 en la revista Don Fulgencio (número 27).

## Importancia
El gato de Landrú es, junto a la Tía Vicenta, uno de los personajes favoritos del humorista. También fue uno de los más solicitados por el público: cuando no aparecía en las viñetas que Landrú publicaba en los diferentes revistas, los lectores escribían preguntando y exigiendo que el gato volviera a aparecer. Por ello, y por su espíritu irónico y por estar siempre presente en los chistes, riéndose antes que todos, logró constituirse en uno de los rasgos típicos del humor de Landrú. Así, a pesar de que no tiene un nombre propio, sí tiene peso propio y es conocido por todos como “el gato de Landrú”.

## Surgimiento
La aparición del gato de Landrú tiene razones difíciles de precisar y más vinculadas con cuestiones técnicas, lejanas a la importancia que finalmente logró el personaje. Como el papel que se usaba en esa época era de mala calidad, las notas de otras páginas se traslucían en sus dibujos. Para contrarrestar ese efecto el humorista decidió “rellenar” sus viñetas con detalles como pajaritos, nubes, un perro o un gato para que lucieran más atractivas. Con el tiempo, y con la insistencia de los lectores, el gato ganó importancia y se convirtió en un personaje imprescindible en sus chistes.  Así, una vez Landrú declaró en un diario de Paraguay: “El gato es casi mi firma. Si no lo pongo ahí me resulta como si yo hubiese ido a un baile de smoking... y descalzo”.

## Célebre
La importancia que adquirió el gato de Landrú llevó a que su figura se inmortalizara en un mural que forma parte del Paseo de la Historieta, donde también se puede visitar la estatua de la Tía Vicenta. El mural fue pintado por la artista plástica Magdalena Arcieri Valdés en la calle Balcarce entre Chile y México, en la Ciudad de Buenos Aires y fue presentado en agosto de 2013.

## Un gato Clase A
Es el título de la historieta que salió entre el 13 de noviembre de 1969 y el 11 de octubre de 1973, en “Clase A”, la sección humorística que Landrú publicaba semanalmente en la revista Gente. Se trataba de una tira cuyo personaje principal era el gato clase A, una personificación del gato de Landrú. “Era un gato bacán que detestaba el bofe y sólo aceptaba comer calamares en su tinta y ostras”, así lo describió el mismo dibujante en su libro Landrú por Landrú!